# 治安
治安（ちあん、英: public safety, public peace, public order）とは、社会統制上の概念であり、国家による統治が安定的に遂行されていること。

## 概要
治安とは、一般的に国家社会の秩序の状態を言い、これを保持することを治安維持と言う。国家は治安維持のために法律を定めて司法機関・警察を組織する。治安維持は自由主義国家（小さな政府）においても安全保障と並んで国家の最低限の仕事としての一つと考えられており、安定した国民生活の前提的な基盤である。治安とは総合的・複合的な現象形態であるため、客観的に捉えることは難しいが、テロ、戦闘、暴動、凶悪犯罪などが頻発する地域は概して治安が悪いといえるので犯罪発生件数などに示されることが多い。
また、国家の側から見れば治安維持というのは反乱の予防としての側面も強く持っており、過去には治安維持の名目で国家が国民に対して諜報・謀略・弾圧を企てるなど、国家が国民に対して損害を与えるきっかけにもなっている。

## 治安を巡る視点
独裁体制においては、しばしば「治安の維持」などを名目として、実質上の反対者（反政府勢力など）の弾圧が行われることもある。「治安がよい」ということは裏を返せば政府・体制批判が出来ず自由が少ない・存在しない管理社会・監視社会であることの現れであるともいえ、治安維持を目的とした治安維持のための監視や権限の強化はプライバシー侵害などの人権侵害をもたらす弊害もありえる。
また一方で「治安の維持」を軽視し政府の不正義を主張する勢力を反政府主義者ととらえ、危険視する意見もある。治安の維持に失敗すれば、犯罪が増加するだけでなく、経済活動が大幅に制限され、文化遺産が失われ、教育水準やモラルが低下し、闇市場で火器や麻薬などが出回り、軍閥、マフィアが台頭することが考えられ、最悪の場合は国家体制そのものが崩壊することもありうる。このため、治安維持は非常に重要な国家の責任であると言える。
治安と言ってもさまざまで犯罪発生率や検挙率と言った具体的な数字に基づいたものから、報道や口コミなどといった感覚的なものまである。特に報道においては政府を批判する為、危険を煽る為、数字上の治安は悪化していないにもかかわらず事件報道などを過熱させ、まるで治安が悪化しているかの様に錯誤させる事があるので注意が必要である。また警察側でも犯罪が増えているという名目で予算を得るために、不安を煽ることがある。一方、治安が悪化しているのにもかかわらず、あたかも治安が良いように国内外に対して装うこともある。